# Утікач (фільм)
Утікач (англ. The Fugitive) — фільм режисера Ендрю Девіса. У 1998 році за мотивами фільму був знятий спін-офф «Служителі закону».

## Сюжет

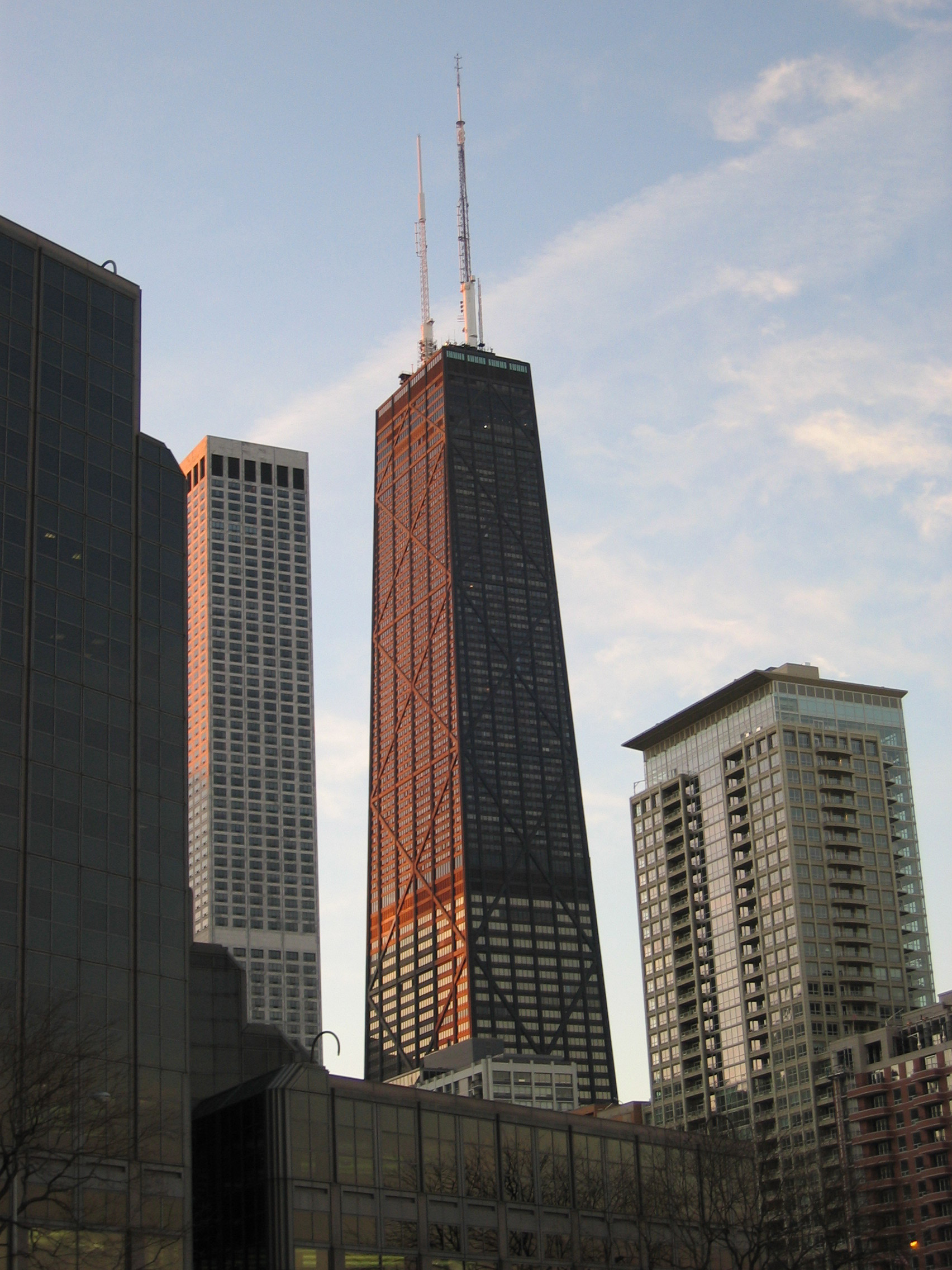
Чикаго, де відбувається історія.

Річард Кімбл — знаменитий хірург, який дуже задоволений своїм життям. У нього є прибуткова практика, чарівна дружина, але в один прекрасний день всьому його щастю настає кінець. Одного разу вночі до будинку Кімбла проникає невідомий і вбиває його дружину. Річарда звинувачують у вбивстві й тепер йому загрожує страта. Під час перевезення ув'язнених, один з арештантів намагається втекти, і Річард, скориставшись метушнею, біжить разом із ним. Наздогін за ними вирушає загін судових виконавців, очолюваний Семюелом Джерардом. Незабаром детективу стає зрозуміло, що Річард не винен у смерті дружини. Тим часом Кімбл намагається проводити своє розслідування, аби виправдати своє ім'я.

## У головних ролях
- Гаррісон Форд — Річард Кімбл
- Томмі Лі Джонс — Семюел Джерард
- Андреас Катсулас — Фредерік Сайкс
- Єрун Краббе — Чарльз Ніколс
- Джо Пантоліано — Космо Ренфро
- Деніел Робук — агент Біггз
- Л. Скотт Колдуелл — агент Поул
- Джуліанн Мур — Енн Істмен
- Ніл Флінн — Ноа Нюмен
- Села Ворд — Гелен Кімбл
- Рон Дін — детектив Келлі
- Девід Дарлоу — лікар Ленц
- Джозеф Косала — детектив Росетті

## Нагороди й номінації
- 1994 — Премія Оскар
  - Найкраща чоловіча роль другого плану (Томмі Лі Джонс)
- Номінації на премію Оскар
  - Найкращий звук
  - Найкраща операторська робота
  - Найкращий звуковий монтаж
  - Найкращий монтаж
  - Найкращий фільм року
  - Найкраща музика

- 1994 — Премія BAFTA:
  - Найкраща робота звукорежисера
- Номінації
  - Найкраща чоловіча роль другого плану, найкращий монтаж, найкращі спеціальні ефекти

- 1994 — Премія «Золотий Глобус»
  - Найкраща чоловіча роль другого плану (Томмі Лі Джонс)
- Номінації
  - Найкращий режисер, найкращий актор

- 1994 — Премія MTV Movie Awards
  - Найкраща екшн-сцена (аварія потягу), Найкращий акторський дует (Томмі Лі Джонс — Гаррісон Форд)
- Номінації
  - Найкращий актор, найкращий фільм

- 1994 — Премія ASCAP
  - Премія лідеру прокату

- 1994 — Премія асоціації кінокритиків Лос-Анджелеса
  - Найкраща чоловіча роль другого плану (Томмі Лі Джонс)

## Цікаві факти
- У 1998 Пет Профт зняв за мотивами цього фільму пародійну комедію «Помилково звинувачений».
- Томмі Лі Джонс уже знімався в Девіса у його попередньому фільмі «В облозі».
- У комп'ютерній грі Blood, на рівні «Dark Carnival», у секретному місці біля початку рівня, на стіні висить помаранчева тюремна роба з написом «KIMBLE», що є відсиланням до фільму.
- Якщо подивитися титри до кінця, то можна побачити феєрверк над нічним Чикаго, що символізує перемогу Річарда Кімбла.
- У кінці фільму, після закінчення сутички Кімбла і Ніколса, показано епізод, в якому поліція саджає до автівки, що стояла перед готелем, заарештованого Сайкса. Однак Сайкс залишився прикутим наручниками до поручня вагона метро задовго до подій у готелі, і його поява біля дверей готелю не цілком ясна. Разом з тим аналогічний епізод за участю доктора Ніколса, поява якого в супроводі поліцейських у цю мить фільму була б набагато доречніша, чомусь відсутня.